# Parada Praia Formosa
A Parada Praia Formosa é uma das estações do VLT Carioca, situada no Rio de Janeiro. Atualmente conta com operação da Linha 2 (Praia Formosa ↔ Praça XV), em ambos os sentidos, está entre a Parada São Diogo (projeto futuro) e a Parada Rodoviária. Atualmente é a estação terminal e inicial para a Linha 2 (no sentido Praça XV).
Foi inaugurada em 3 de dezembro de 2017. Localiza-se na rua General Luís Mendes de Morais, próximo ao Terminal de Ônibus Padre Henrique Otte. Atende o bairro de Santo Cristo, tendo o nome "Praia Formosa" por localizar-se na região homônima que foi aterrada para a construção do Canal do Mangue e do Porto do Rio de Janeiro e por estar próxima a uma antiga estação ferroviária de cargas homônima da Estrada de Ferro Leopoldina. 
Com a inauguração do Terminal Intermodal Gentileza em 24 de fevereiro de 2024, a parada deixou de atender a Linha 1, passando a ter serviços somente da Linha 2.